# Ludvy Vaillant
Ludvy Vaillant (Fort-de-France, 15 marzo 1995) è un ostacolista e velocista francese.

## Biografia
Ai Giochi del Mediterraneo di Tarragona 2018 ha ottenuto l'oro nei 400 m ostacoli, realizzando il record dei campionati con 48"76. Ha preceduto sul podio il turco Yasmani Copello e il tunisino Zied Azizi.
Ha rappresentato la Francia ai Giochi olimpici estivi di Tokyo 2020, dove è stato eliminato in semifinale.
Ai mondiali di Budapest 2023 si è laureto vice campione iridato nella staffetta 4×400 m, con Gilles Biron, Téo Andant, David Sombé e Loïc Prévot. In finale ha realizzato il primato nazionale della disciplina grazie al tempo di 2'58"45.

## Palmarès
| Anno | Manifestazione          | Sede              | Evento      | Risultato  | Prestazione | Note                                     |
| ---- | ----------------------- | ----------------- | ----------- | ---------- | ----------- | ---------------------------------------- |
| 2015 | Europei under 23        | Tallinn           | 400 m piani | 7º         | 47"04       |                                          |
| 2015 | Europei under 23        | Tallinn           | 4×400 m     | Oro        | 3'04"92     |                                          |
| 2016 | Europei                 | Amsterdam         | 4×400 m     | Semifinale | 3'04"95     |                                          |
| 2017 | World Relays            | Nassau            | 4×200 m     | Batteria   | dq          |                                          |
| 2017 | Europei under 23        | Bydgoszcz         | 400 m hs    | Bronzo     | 49"31       | Miglior prestazione personale            |
| 2017 | Europei under 23        | Bydgoszcz         | 4×400 m     | Bronzo     | 3'05"24     |                                          |
| 2017 | Mondiali                | Londra            | 400 m hs    | Semifinale | 49"95       |                                          |
| 2017 | Mondiali                | Londra            | 4×400 m     | 8º         | 3'01"79     |                                          |
| 2018 | Giochi del Mediterraneo | Tarragona         | 400 m hs    | Oro        | 48"76       | Record dei Giochi                        |
| 2018 | Europei                 | Berlino           | 400 m hs    | 4º         | 48"42       | Miglior prestazione personale            |
| 2018 | Europei                 | Berlino           | 4×400 m     | 4º         | 3'02"08     |                                          |
| 2019 | World Relays            | Yokohama          | 4×400 m     | 10º        | 3'04"11     |                                          |
| 2019 | Mondiali                | Doha              | 400 m hs    | Semifinale | 49"10       |                                          |
| 2019 | Mondiali                | Doha              | 4×400 m     | 7º         | 3'03"06     |                                          |
| 2021 | Giochi olimpici         | Tokyo             | 400 m hs    | Semifinale | 49"02       | Miglior prestazione personale stagionale |
| 2022 | Giochi del Mediterraneo | Orano             | 400 m hs    | Argento    | 48"83       |                                          |
| 2022 | Giochi del Mediterraneo | Orano             | 4×400 m     | 5º         | 3'05"35     |                                          |
| 2022 | Europei                 | Monaco di Baviera | 400 m hs    | 4º         | 48"79       |                                          |
| 2023 | Mondiali                | Budapest          | 400 m hs    | Semifinale | 48"48       |                                          |
| 2023 | Mondiali                | Budapest          | 4×400 m     | Argento    | 2'58"45     | Record nazionale                         |

## Altre competizioni internazionali
2017
- 5º nella First League degli Europei a squadre ( Vaasa), 400 m hs - 50"02